# Provincia fitogeográfica altoandina

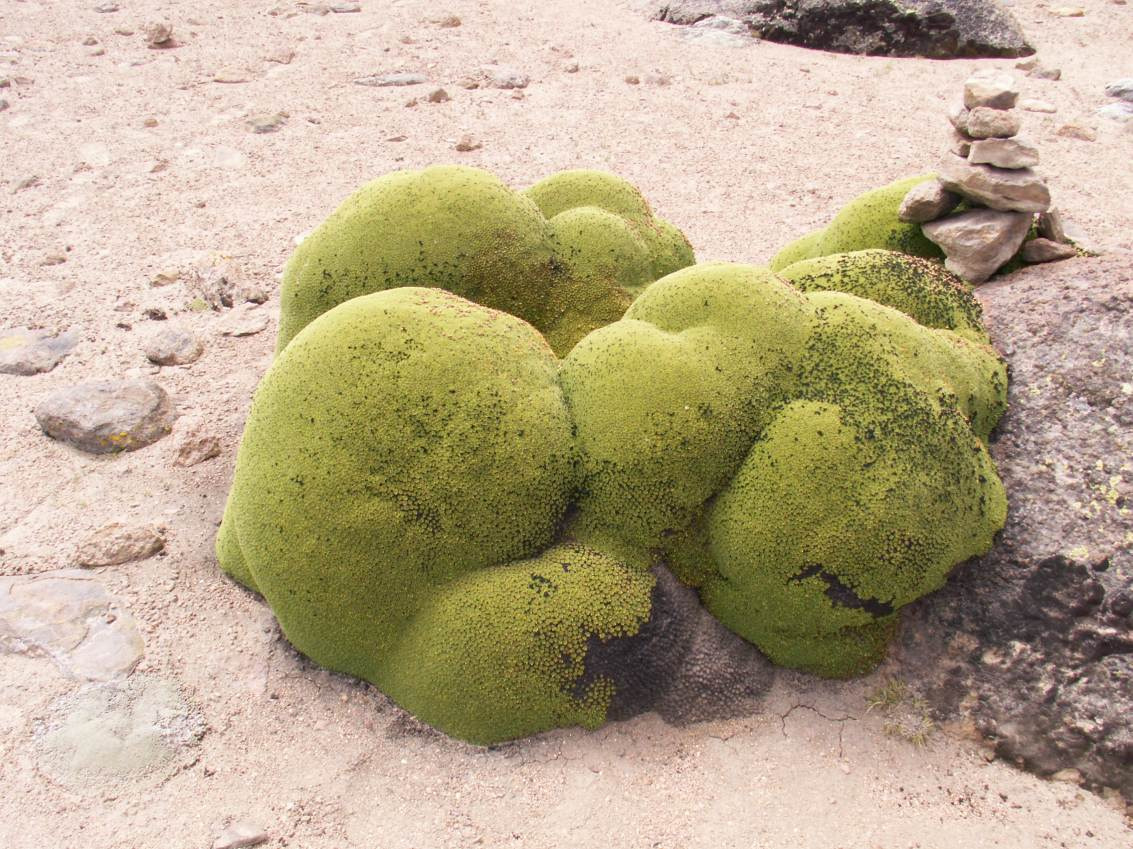
Yareta (Azorella compacta), Provincia fitogeográfica Altoandina.

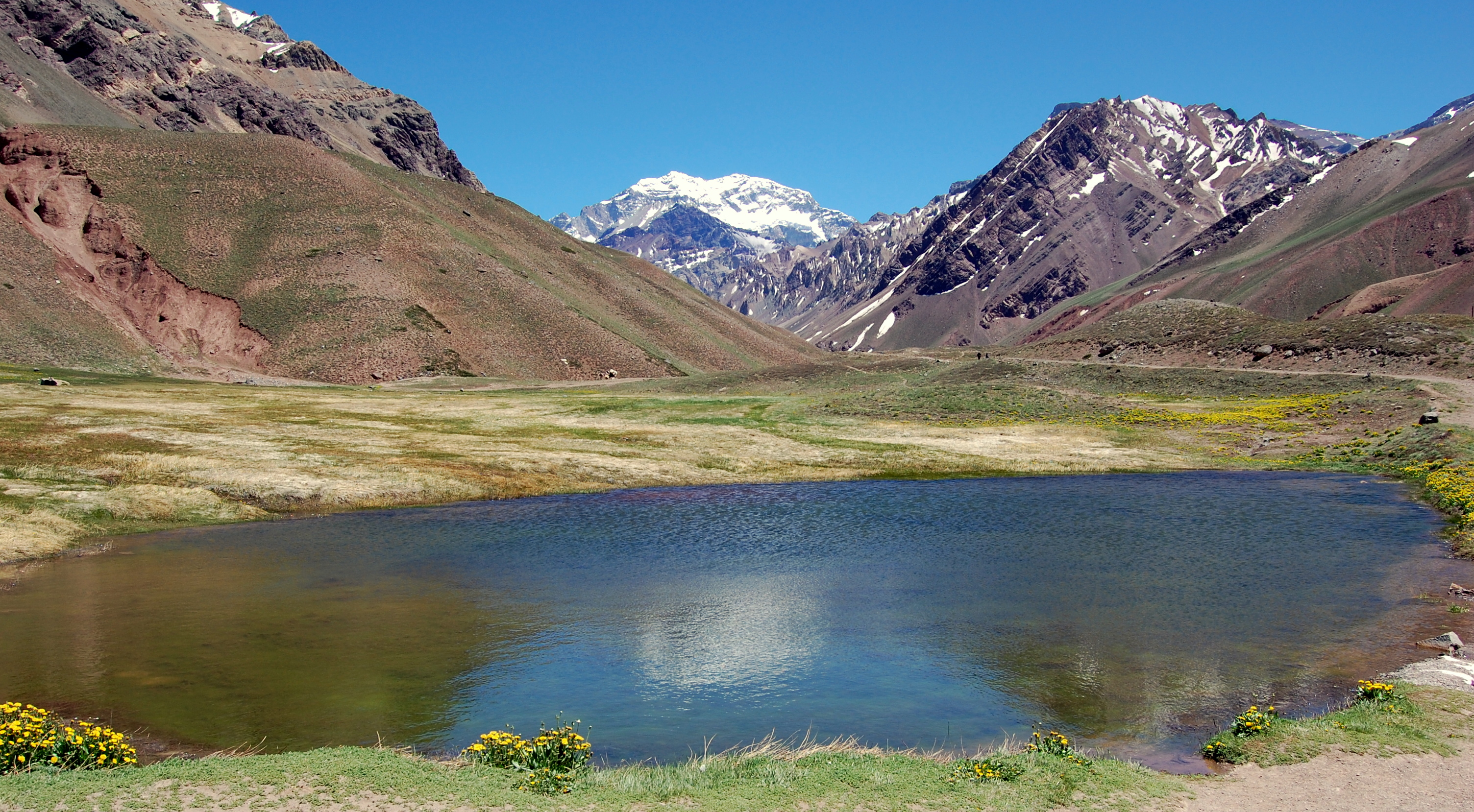
Aconcagua, Provincia fitogeográfica Altoandina, Distrito Altoandino Cuyano.

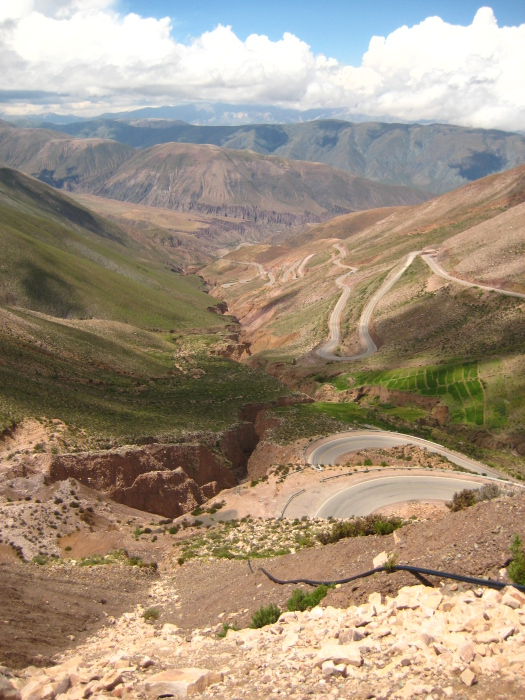
Cuesta del Lipán, Provincias fitogeográficas Altoandina y Puneña.

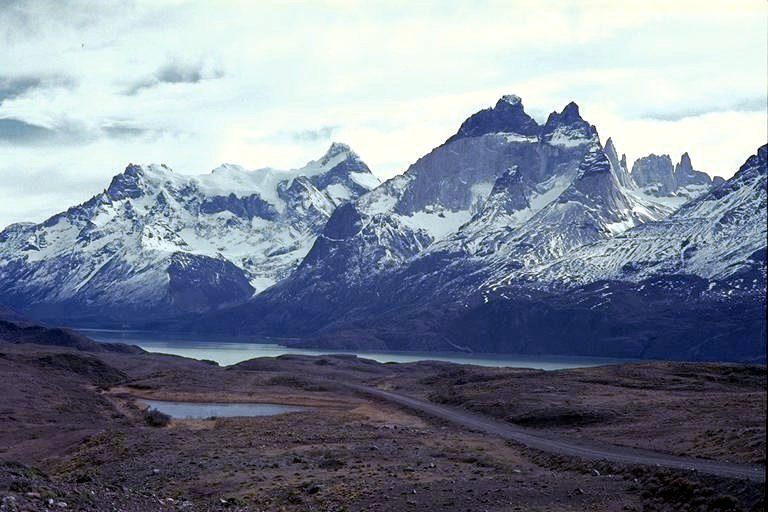
La cordillera de los Andes cerca de Punta Arenas, en el sur de Chile.

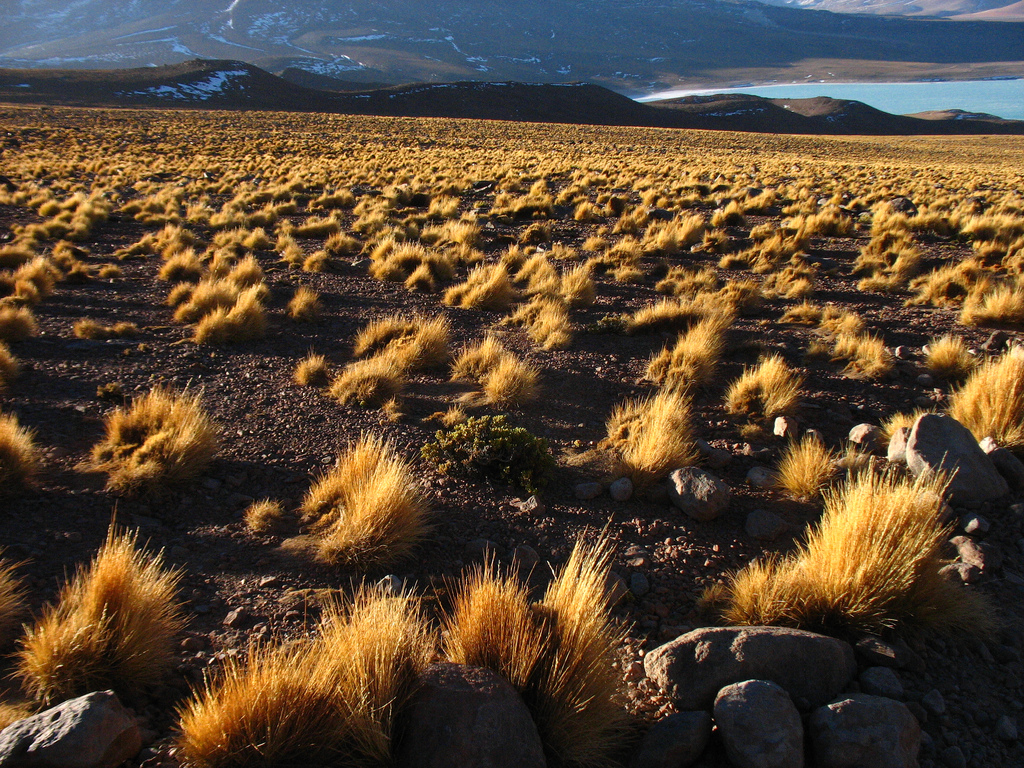
Pajonal de ichu cerca de Laguna Verde, Potosí, Bolivia.

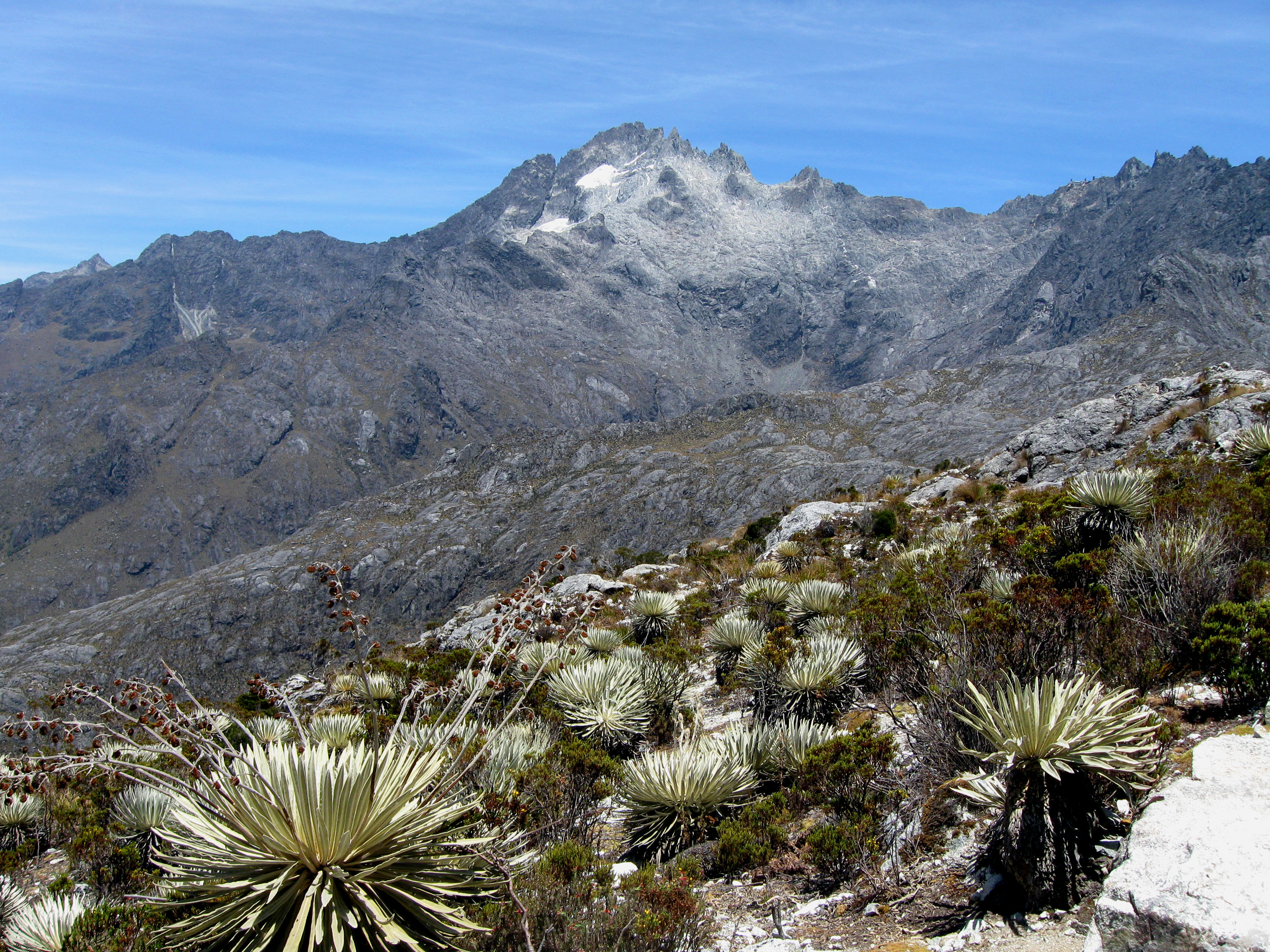
La cordillera de los Andes en Venezuela: el pico Bolívar.

La Provincia fitogeográfica Altoandina es una de las secciones en que se divide el Dominio fitogeográfico Andino-Patagónico. Se presenta en las altas cumbres de la Cordillera de los Andes en todo el oeste de América del Sur. Incluye formaciones de estepas arbustivas y herbáceas.

## Distribución
Si bien hay varias clasificaciones generales, entre ellas la de Ronald Good, la de Armen Takhtajan, y la de Ángel Lulio Cabrera, esta Provincia fitogeográfica se extiende sobre la cordillera de los Andes y las cumbres de cordilleras próximas, desde la cordillera andina de Venezuela y Colombia, a lo largo del oeste de Sudamérica, hasta la isla de los Estados. En los tramo cercanos al Ecuador en Venezuela, Colombia, Ecuador, y norte del Perú, la provincia se encuentra entre los 4200 m s. n. m. y los hielos perpetuos; a la altura del paralelo 34°S la cota inferior desciende, por lo que aparece por sobre los 3000 m s. n. m.; a la altura del paralelo 40°S la cota inferior desciende aún más, pues comienza sobre los 2000 m s. n. m.; finalmente, en el archipiélago de Tierra del Fuego se encuentra a los 500 m s. n. m.

## Características
La Provincia fitogeográfica Altoandina se caracteriza por la dominancia de gramíneas xerófilas y dicotiledóneas rastreras o en cojín, con numerosos géneros endémicos de compuestas, crucíferas, verbenáceas, poáceas, papilionáceas, solanáceas, etc. variando la vegetación dependiendo de cada región, a lo largo de 7000 km de montañas, aunque hay algunas especies constantes, por ejemplo Rockhausenia pygmaea que se la encuentra desde Venezuela hasta el sur de la Patagonia.

## Afinidades florísticas
Esta Provincia fitogeográfica guarda estrecha relación con la Provincia fitogeográfica Puneña con la que forma un ecotono a menor altitud en la zona central, así como también con la Provincia fitogeográfica Patagónica, y con la Provincia fitogeográfica del Páramo.

## Características
El Distrito fitogeográfico se caracteriza por presentar formaciones de estepas herbáceas, en su mayor parte, aunque también se presentan pequeños arbustales en lugares reparados. 

## Suelos
Los suelos son Precámbricos. Al final del Mesozoico, la surrección de los Andes los levantó a más de 3500 m s. n. m. Durante ese periodo, erupciones volcánicas derramaron coladas basálticas por encima de las antiguas capas sedimentarias.
Gran parte del suelo está conformado por escombros, incluso en las laderas, las que son muy susceptibles a la erosión. Las amplitudes térmicas diarias provocan la ruptura y desintegración de las rocas por la contracción y dilatación continua a las que están sometidas especialmente al congelarse el agua de sus intersticios.

## Relieve
El relieve es fuertemente accidentado, con altas sierras y cordones montañosos de rocas esquistosas, orientadas de norte a sur, con sus cumbres nevadas a mayor latitud. 

## Clima
En los distritos intertropicales el clima es más seco, y la nieve es poco duradera. Los Distritos de mayor latitud son más húmedos, con nieve persistiendo casi todo el invierno.
Es una región de clima de alta montaña, de humedad relativa baja, de baja presión atmosférica por lo tanto con una menor difusión de oxígeno en el aire, el cual siempre es muy seco y frío.
La nieve o el granizo pueden presentarse en cualquier época del año.
Las precipitaciones son escasas, o moderadas, variando su ocurrencia desde la época cálida en el sector norte y medio, hasta en la época invernal en el sur, desde los 700 mm anuales hasta menos de 50 mm.
La temperatura media anual suele ser menor de los 7 °C. Todos estos factores geográficos aunados al relieve han generado abundantes endemismos.
Los tipos climáticos más característicos son, de norte a sur: Tierra fría alta, Andino bajo, Desierto de Tierra fría, Altoandino, Andino alto, Subandino, Patagónico semiárido, Desierto subglacial andino, Hielo perpetuo, Alpino, etc.

## Especies principales
La comunidad climáxica de este distrito son las estepas herbáceas, con un solo estrato muy ralo de plantas bajas y espinosas. En las quebradas más resguardadas se encuentran arbustos bajos. 
Con acumulados anuales sobre los 400 mm domina la estepa de tolillas (Fabiana densa) y la chijua (Baccharis boliviensis), a las que acompañan: Baccharis incarum, Anthobryum triandrum, Colletia spinosissima, Chersodoma argentina, Oreocereus trollii, Opuntia soehrensii, Parastrephia lepidophylla, Bouteloua simplex, Eragrostis nigricans, Muhlenbergia peruviana, Portulaca rotundifolia, Portulaca lepidophylla, Adesmia horrida, Aristida amplexifolia, Aristida pubescens, Hypochoeris meyeniana, Conyza artemisiaefolia, Trifolium amabile, Festuca densa, Festuca weberbaueri, Festuca crysophylla (en suelos con mucho sodio), Stipa ichu (en suelos de bajo sodio), etc.
En zonas muy áridas se encuentran: el tolil aragua (Adesmia horridiuscula), la aragua o añagüilla (Adesmia tucumanensis), Adesmia cytisoides, la rica-rica (Acantholippia hastulata), la suriyanta (Nardophyllum armatum), la cactácea airampu (Opuntia soehrendsii), la canguía o cailla (Tetraglochin cistatum), Fabiana densa, Boungavillea spinosa, etc. 
En afloramientos rocosos destacan: Adesmia cytisoides, Gutierrezia gilliesii, Bacharis polifolia, Verbena asparagoides, etc. 
Sectores puntuales favorecidos por mayores precipitaciones están cubiertos por pastizales. Las orillas aluviales de los arroyos presentan prados o vegas, llamadas localmente bofedales, muy ricos en especies vegetales, destacando: Scirpus atacamensis, Plantago tubulosa, Hypsela oligophila, Rockhausenia pygmaea, Hypochoeris stenocephala, Alchemilla pinnata, Sysyrynchius, Festuca, etc.
En lugares especiales, generalmente entre las sierras interiores, o los bordes del altiplano, sobre las nacientes de los arroyos, quebradas resguardadas o en las laderas de los cerros entre los 3500 y los 4300 m s. n. m., se presentan pequeños bosques de varias especies de queñoa (Polylepis), únicos árboles puneños.

## Distritos fitogeográficos
A esta Provincia fitogeográfica es posible subdividirla en varios Distritos fitogeográficos, entre ellos:
- Distrito fitogeográfico Altoandino Quechua
- Distrito fitogeográfico Altoandino Cuyano Estepa graminosa y estepa de arbustos bajos, coirón (Stipa speciosa), leña amarilla (Adesmia pinnifolia), Nassauvia axilaris, Festuca sp, etc.
- Distrito fitogeográfico Altoandino Austral. Estepa graminosa con Poa obvollota, Festuca weberbaueri, Festuca monticola, Pernettya sp., etc.